# Teocinte
Teocinte är en ort i Mexiko.   Den ligger i kommunen Tomatlán och delstaten Jalisco, i den sydvästra delen av landet, 600 km väster om huvudstaden Mexico City. Teocinte ligger 76 meter över havet och antalet invånare är 194.
Terrängen runt Teocinte är kuperad åt nordväst, men åt sydost är den platt. Runt Teocinte är det glesbefolkat, med 11 invånare per kvadratkilometer. Närmaste större samhälle är Tomatlán, 6,3 km väster om Teocinte. Omgivningarna runt Teocinte är en mosaik av jordbruksmark och naturlig växtlighet.